# Klaus-Dieter Liß
Klaus-Dieter Liß, im englischen Sprachraum Liss, (* 10. Juni 1962) ist ein deutsch-australischer Physiker im Bereich der experimentellen Röntgen- und Neutronenstreuung und deren Anwendung. Liß arbeitet an in-situ  Messungen in Echtzeit mit Neutronen- und Synchrotronstrahlung zur Charakterisierung thermo-mechanischer Umformprozesse in Metallen, zur Untersuchung von Phasenübergängen, der Entwicklung von Mikrostrukturen und Kinetik von Defekten. Besondere experimentelle Entwicklungen sind das Materialoszilloskop und die Realisierung des Röntgenphotonenspeichers.
Liß studierte Physik an der TU München (Diplom 1990 am Lehrstuhl E21 unter Wolfgang Gläser und Anton Zeilinger) und wurde 1995 an der RWTH Aachen promoviert (Referenten: Tasso Springer, Dieter Richter), wobei er die Dissertation in Neutronen- und Röntgenoptik am Institut Laue-Langevin ausführte. Danach war er Beamline-Manager für hochenergetische Röntgenstrahlung an der European Synchrotron Radiation Facility, Wissenschaftler am DESY, am GKSS und an der TU Hamburg-Harburg. Er ist  Professor an der University of Wollongong und ist bei der Australian Nuclear Science and Technology Organisation im australischen Bundesstaat New South Wales am Bragg Institute tätig (seit 2004). Ab 2007 war er Senior Research Fellow am ANSTO. Er war einer der Instrument Scientists am Neutronendiffraktometer Wombat und am Neutronenradiograph Dingo. Im Oktober 2017 wurde Liß als Full Professor ans Technion – Israel Institute of Technology berufen, um als einer der ersten festangestellten Forschungsprofessoren an der Falultaet des Guangdong Technion – Israel Institute of Technology (GTIIT) in Shantou, China zu wirken.
Von ihm stammen über 100 wissenschaftliche Publikationen.